# Богданов, Александр Николаевич (Герой Украины)
Александр Николаевич Богданов (укр. Олександр Миколайович Богданов; род. 1956) — генеральный директор общества «ДТЭК Ровенькиантрацит», Луганская область. Герой Украины (2013).

## Биография
Родился 24 ноября 1956 года в пгт Скотоватое (ныне — Верхнеторецкое, Донецкой области).
Образование высшее, в 1981 году окончил Донецкий политехнический институт по специальности инженер-механик.
Трудовой путь Александр Богданов начал в 1981 году как горный мастер шахты им. Стаханова производственного объединения «Красноармейскуголь», где в качестве руководителя разных уровней проработал до 1996 года, в том числе и в должности генерального директора.
С 1996 по 2000 годы занимал руководящие должности в ОАО «Укруглепоставка».
С 2000 по 2006 годы работал в Минтопэнерго в качестве директора Департамента стратегического развития ТЭК, начальника управления регулирования производства Департамента угольной промышленности.
В 2006 году являлся директором информационно-аналитического управления Минуглепрома Украины.
В 2006—2008 годах Богданов работал генеральным директором ТОВ «АНТ-ГРУП».
В 2008—2009 годах занимал должность директора ОАО "Угольная компания «Шахта Красноармейская — Западная № 1».
С ноября 2009 года по февраль 2010 — работал начальником отдела подготовки и государственных закупок на Трипольской ТЭС, входящей в государственное ОАО «Центрэнерго».
Согласно приказу Министерства угольной промышленности от 11.03.2010 № 80-к/к был назначен исполняющим обязанности генерального директора ГП «Ровенькиантрацит».
Является президентом ПФК «Шахтер» (город Свердловск) с июня 2013 года.

## Награды
- Звание Герой Украины с вручением ордена Державы (22 августа 2013 года) — За выдающийся личный вклад в развитие отечественной угольной промышленности, укрепление энергетической безопасности государства, многолетний самоотверженный труд[2]
- Юбилейная медаль «20 лет независимости Украины» (1 декабря 2011 года) — за весомый личный вклад в социально-экономическое и культурное развитие Украины, весомые достижения в профессиональной деятельности, многолетний добросовестный труд и по случаю годовщины подтверждения всеукраинским референдумом 1 декабря 1991 года Акта провозглашения независимости Украины[3]
- Заслуженный шахтёр Украины (27 августа 2010 года) — за весомый личный вклад в укрепление энергетического потенциала государства, многолетний самоотверженный шахтёрский труд, высокий профессионализм и по случаю 75-летия стахановского движения и Дня шахтёра[4]
- Награждён знаками «Шахтерская слава» 3-х степеней (1986, 1989 и 1991) и «Шахтерская доблесть» 3-х степеней (2001, 2001, 2003).
- В 2010 году решением Совета Всеукраинского отраслевого объединения организаций работодателей угольной промышленности Александр Богданов был награждён медалью имени Н. С. Сургая.[5]